# الهیادنه
الهیادنه (به فرانسوی: Hiadna) یک شهرک در مراکش است که در استان قلعه سراغنه واقع شده‌است. الهیادنه ۹٬۵۰۱ نفر جمعیت دارد.